# سفارة النمسا في واشنطن العاصمة
سفارة النمسا في الولايات المتحدة هي التمثيلية الرسمية وسفارة النمسا في الولايات المتحدة.

## مقالات ذات صلة
- سفارة صربيا في واشنطن العاصمة
- سفارة بولندا في واشنطن العاصمة
- سفارة أوكرانيا في واشنطن العاصمة